# ヴァン・ダークホーム

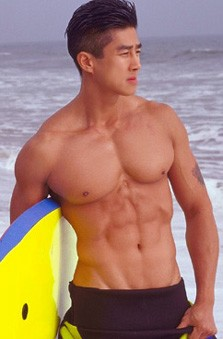
ダークホーム自身から提供された写真

ヴァン・ダークホーム（Van Darkholme、1972年10月24日 - ）は、ベトナム出身・サンフランシスコ在住のゲイ・ポルノ俳優、映画監督、写真家。
2000年、タイタン・メディア社から『Three Easy Pieces』でデビュー。その他『White Rope』やKink.comの『Bound Gods』シリーズなどに出演している。彼の監督としての仕事や出演作には、ボンデージや緊縛の要素が多く含まれている。ダークホーム自身がボンデージを紹介した彼の写真集は、「Male Bondage」というタイトルで、Bruno Gmünder社から2006年の6月に発売されている。

## 生い立ち
1972年10月24日、ベトナムにて出生。10歳でアメリカ合衆国に移住した後は、農家の子供として青春時代を過ごし、ケンタッキー州の高校を卒業した。1999年から開いていたウェブサイトにて、自身を被写体にしたボンデージ写真を掲載し俳優になる以前から話題になっていたが、彼と交友があったタイタン社の俳優Keith Webbの死を契機として、俳優になることを決意。同社の『Three Easy Pieces』で映画デビューを飾った。

## 経歴
元は映画俳優志望であったが、「100回も200回もオーディションを受けたものの、僅かに貰えるのは端役のみだった」と本人がインタビューで語っている。
本格的にポルノ俳優としての活動を始めたのは、『Three Easy Pieces』からである。このヒットを受け、タイタン社側が、スターとして彼に『Fallen Angels』シリーズに出てくれるよう要請したが、彼の意向と社側の要請が折り合わないことで契約が履行されず、その後の彼とタイタン社の関係は決裂することとなった。その後、Muscle Bound Production社を設立、自ら監督として『Cam-Am』や『they're lords of the Lockroom』『House of Detention』といった作品を撮り続けた。この時周囲からボンデージを理解されなかった経験が、その後の彼の演技や観念に大きな影響を与えることとなった。
ボンデージやフェティシズムというものに対する有りがちな誤解を解くことを目標にしているとした上で、「アダルトビデオ業界の人間は、俺に対して何とか演技を抑えさせようとしてくる。『Van、君はそのルックスで札束の山を築き上げられるんだ。ボンデージなんてものは今すぐ脱ぎ捨てちまえ。みんな興味なんて示しちゃいないさ』って感じでね」と、後に彼はタイタン社を初めとする周囲との確執を語っている。
ジェレミー・スティールと共演した『BONDO GODS vol.7』が2008年に公開された。
2008年からKivaを通し、故郷ベトナムやカンボジアといった発展途上国の家庭に対して、自身のサイトから得られた利益を全て寄付する形で慈善活動を行っている。彼はこれについて、｢皆は、ポルノを介して慈善をするなんて珍奇なことをしているな、と感じるかも知れない。（しかし）『持てるものを以って最善を尽くす』という言葉には誰もが共感してくれるはずだ｣と述べている。
2020年からはYoutuberとしての活動を開始した。

## 主な出演作品
（以下すべて Muscle Bound Productions 製作）
- 2001年　White Rope
- 2002年　Black Rope
- 2004年　Raw Rope
- 2004年　Bondo Gods, Vol. 1
- 2004年　Bondo Gods, Vol. 2
- 2005年　Van-Nilla Reloaded
- 2005年　Rear Window
- 2005年　Once Upon a Time Reloaded
- 2005年　Bondo Gods, Vol. 3
- 2005年　Bondo Gods, Vol. 4
- 2006年　Bondo Gods, Vol. 5
- 2007年　Anatomy of Bondage
- 2008年　Bondo Gods, Vol. 6
- 2008年　Bondo Gods, Vol. 7

## 著書
- 『Male Bondage』 (Bruno Gmünder, 2006年　ISBN 3861879905)